# Combats de Manassas Station
Les Combats de Manassas Station (25-27 août 1862) sont les combats qui ont précédé la seconde bataille de Bull Run, point culminant de la Campagne de Virginie Septentrionale, pendant la guerre de Sécession. On les connaît aussi sous le nom de combats de Bristoe Station, de Kettle Run, de Bull Run Bridge, ou d' Union Mills. Ils ont eu lieu dans le comté du Prince-William (Virginie) . Les troupes d'élite de Stonewall Jackson s'y distinguent, et préparent activement la victoire confédérée que sera la seconde bataille de Bull Run.
Dans les années 1860 la gare du bourg de Manassas est un embranchement ferroviaire d'une grande importance stratégique pour chacun des 2 camps : les lignes conduisant à Washington, à Richmond et à la vallée de Shenandoah s'y croisent. La première bataille de Bull Run s'est déjà déroulée à proximité le 21 juillet 1861.

## Déroulement des opérations

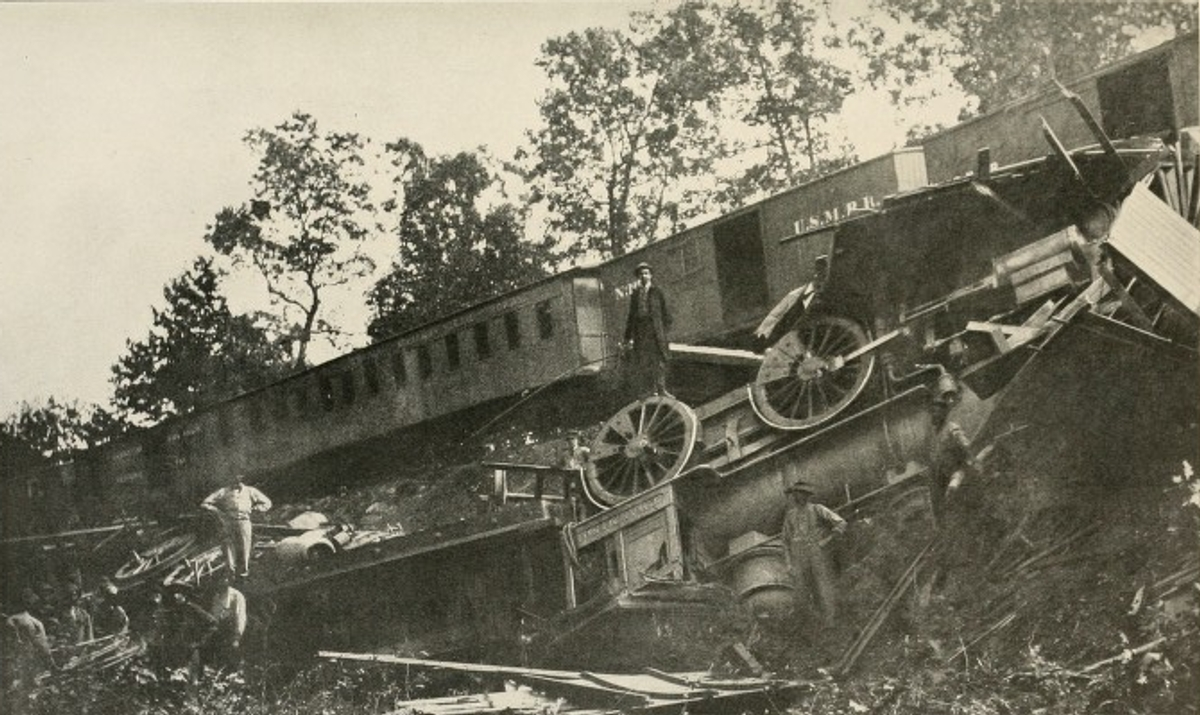
Train saboté par la cavalerie confédérée à Manassas Junction le 26 août 1861

- Le major general confédéré Stonewall Jackson passe par Thoroughfare Gap, (la Brêche du Trafic) , contourne ainsi l'aile droite de l'armée de Virginie (unioniste) commandée par le maj.gen. John Pope, et arrive dans la soirée du 26 août 1862 à Bristoe Station, sur la ligne ferroviaire stratégique A&O Orange & Alexandria Railroad qui avait déjà été l'enjeu d'un combat acharné en juillet 1861.
- Avant l'aube du 27 août, Stonewall Jackson attaque et détruit à Manassas Junction le grand dépôt d'intendance que les fédéraux y avaient établi. Cette attaque surprise force Pope et son armée de Virginie (unioniste) à se replier précipitamment en abandonnant leur ligne de défense le long de la rivière Rappahannock.
- Le 27 août, Stonewall Jackson met en déroute une brigade nordiste (la New Jersey Brigade du VIe Corps)  près de Union Mills (Bull Run Bridge) : les fédéraux perdent plusieurs centaines d'hommes (dont le brigadier general George W. Taylor qui, gravement blessé par un obus, mourra quelques jours plus tard) . A Kettle Run la division du  maj.gen. confédéré  Richard S. Ewell  mène jusqu'à la nuit une brillante action d'arrière-garde contre la division fédérale du maj.gen. Joseph Hooker  : elle permet aux troupes de Stonewall Jackson d'aller se poster de nuit sur le futur terrain de la seconde bataille de Bull Run. Elles vont attendre là, dissimulées derrière les talus de la voie de chemin de fer en chantier.